# Лозовое (Запорожская область)
Лозовое (укр. Лозове) — село,
Конско-Раздоровский сельский совет,
Пологовский район,
Запорожская область,
Украина.
Код КОАТУУ — 2324282402. Население по переписи 2001 года составляло 70 человек.

## Географическое положение
Село Лозовое примыкает к селу Дружное (Бильмакский район), на расстоянии в 1 км расположен посёлок Магедово.
По селу протекает пересыхающий ручей с запрудой.
Рядом проходит железная дорога, станция Магедово в 1,5 км.

## История
- 1771 год — дата основания.